# Radio Akropolis
Radio Akropolis bylo následníkem studentského Radia Strahov, které od roku 1992 do března 2008 působilo v rámci areálu vysokoškolských kolejí ČVUT na pražském Strahově. Během deseti let činnosti se vyvinulo z čistě kolejní na renomovanou rozhlasovou stanici šířenou internetem a rozvody kabelové televize. Vysílalo zejména alternativní hudbu a specializované pořady. Vedoucím programu byl Jakub Bouček.

## Význam
Radio poskytovalo platformu pro vytváření širokého spektra pořadů s obsahem, který by mnohdy nemohl být komerčními radii pro jejich témata přijat. Odchovalo řadu tvůrců, z nichž dnes někteří pracují pro profesionální media.
Přineslo inovativní prvky jako např. jukebox, který umožnil posluchačům společně vytvářet v reálném čase přes webové rozhraní playlist na základě skladeb z celé databáze radia.

## Historie
Rádio začalo existovat pod názvem Radio Strahov již v roce 1992 jako studentský rozhlas po drátě v areálu vysokoškolských kolejí Strahov, a to hlavně díky finanční a technické podpoře Českého vysokého učení technického v Praze a jeho Správy účelových zařízení.
Po drátě fungující Radio Strahov v roce 1999 utichlo, aby se v únoru 2000 objevilo znovu, tentokrát na intranetu a o rok později i v otevřeném internetovém vysílání. Šéfredaktorem rádia byl v té době Pavel Zelinka. Z devíti hodin živě vysílaných pořadů týdně v únoru 2000 se program postupně rozrostl až na sedmdesát hodin. 
Stísněné strahovské prostory přestávaly rostoucímu rádiu stačit. V roce 2002 proto došlo k partnerské dohodě mezi Radiem Strahov a Palácem Akropolis. Koncem roku 2002 se rádio přestěhovalo do nových prostor k žižkovskému klubu. Od února 2003 odtud vysílalo pod názvem Rádio Akropolis.
V té době se rádio rozešlo se svým dlouhodobým partnerem ČVUT a přežívalo jen díky podpoře své zřizující organizace Studentské unie ČVUT a Paláce Akropolis. Novým partnerem projektu Radio Akropolis se pak na dva roky stala Česká zemědělská univerzita v Praze. Později byl provoz rádia spolufinancován i z grantů Evropského sociálního fondu a Hlavního města Prahy (konkrétně projekt rozhlasové dílny pro studenty vysokých škol, realizovaný při rádiu). Kromě úzkého týmu, který se věnoval radiu na plný úvazek pracovala naprostá většina autorů pořadů bez nároku na honorář.
V roce 2002 a znovu v roce 2004 se rádio zúčastnilo licenčního řízení o volné frekvence k pozemnímu vysílání, avšak neúspěšně. Zůstalo proto u vysílání po internetu (webcasting). Postupně rozšiřovalo program i možnosti příjmu signálu. Koncem roku 2003 proto uvedlo – krom formátů Ogg Vorbis a MP3 – ve spolupráci s Live.cz (pozdějším Play.cz) i vysílání ve formátu WMA. V únoru 2004 se Radio Akropolis stalo držitelem licence pro vysílání v sítích kabelových televizí a ve spolupráci se společností UPC Česká republika vysílalo „na kabelu“ v Praze. V roce 2006 navázalo rádio spolupráci s Českým rozhlasem.
Vznikla také druhá stanice téhož týmu, ještě alternativnější Akropolis Alternative.
V prvních měsících roku 2008 však rádio svoje vysílání ukončilo. Jakub Bouček v té době vymezil typickou věkovou skupinu posluchačů od 18 do 26 let. Za největší konkurenci rádia označil terestrické stanice jako ČRo4 – Wave (tehdy vysílající druhým rokem), hip-hopové Radio Spin a Radio 1.

## Pořady
Seznam z dubna 2008 včetně původních popisků:
- 35mm - Který z premiérových filmů byste si neměli nechat ujít a o který ani očkem nezavadit? Krátké filmové pozvánky Oldy Janeby.
- Akademický sklep - Podzemí akademické půdy, studentská publicistika.
- Alterlatino - Alternativní latinskoamerická hudba ve Franciscových rukách.
- Alternátor - Indie rock&pop v nadupané dvouhodině DJ Barlowa.
- Beaty & Rýmy - Rap a hip-hopová kultura s Kosičem a Quipem.
- Bijásek - Filmové novinky připravujeme společně se serverem Filmweb.cz.
- Blue Tuesday - Druhý den pracovního týdne si žádá adekvátní hudbu.
- Blues Bar - Bluesová noc s Ondřejem Bezrem.
- Cheat - Pořad o počítačových hrách připravujeme společně s Gamecenter.cz.
- Checkers - Páteční povídání s přáteli múz a fachmany showbyznysu.
- Chudáci ježci, tak často končí pod kolama aut - Magazín populární hudby pro děti a mládež. (ve spolupráci s breakbeat.cz)
- Darkness Drops Again - Ambient, industrial a postfolk. Pokud nevíte co tato slova znamenají poslechněte si toto vysílání Pavla a Finsternicha jen s vědomím možné újmy na čemkoli.
- Desítka - Pražské hospůdky, které jste dosud neobjevili za vás hledají dvojice Petra, Viktor a Pethula, Mario.
- Draggi's Jazz - Jazzovou session uvádí Draggi.
- Earwax - Selection from forty years old anorak David Boulter.
- Eclectica - Downtempo, Acid Jazz, Jazz'n'Dance, Latino, Breakstep, Lounge made by DJ Tall.
- Edův pondělní freestyle - Výlet do neohraničeného světa nejenom taneční hudby v podání FlyBoye Edy.
- Feedback - Hodinky kytarového blouznění na poslední volný den v týdnu. Pořad vznikl pod původním názvem Nedělní feedback a průvodcem byl Petr Steinmetz
- Foxův hudební nátlak - Trance.
- French Music Kitchen - Dj Pitwily - francouzské produkce/World Music.
- G-Zone - Pořad plný kytarové muziky pro opravdové fajnšmekry.
- Groove session - Novinky na taneční scéně uvádí Jarda Zapletal.
- Hitparáda - Uvádí Kamil Klimeš.
- Indie 007 - SKA, PUNK & HC vám pouští Jerry a Sojuz.
- JOYA - Dopoledne nabité kvalitní muzikou, s Markem ze www.starcastic.cz.
- Jitro kouzelníků - Zajímavé životní styly a osudy vám předloží Kangaroo a Hanka.
- Kluziště - Pořad o prknech, která znamenají svět.
- Kulturní BarBar - Nezávislá i závislá kultura v Praze.
- LiPo (repríza) - Známí i neznámí autoři, rozhovory s nimi a autorská čtení.
- LiPo - Známí i neznámí autoři, rozhovory s nimi a autorská čtení.
- Magazín hudby - Váš věrný a úplný průvodce moderní populární hudbou, týdeník.
- Mixomatóza - vše co jste chtěli slyšet, ale báli jste si to pustit. Yarin vám to možná pustí.
- Music Machine - Elektronika ze všech stran a směrů, jak vám ji bude podle svého vkusu i nevkusu pouštět Yarin.
- Music News - Hudební novinky uvádí Annie.
- Nano Cheat - Jaké demo je kde ke stažení - jaká hra právě vyšla?
- Nano sklizeň - Tip na zajímavý software pro váš počítač. Připravujeme společně s Root.cz.
- Nedělní chvilka - Místo pro vše nečekané.
- Netblok - Pořad zabývající se nejen současnou elektronickou hudební kulturou netlabelů. Pořadem Vás bude provázet Henry.
- Partypeople.cz - Dopoledne plné dobré muziky a informací, které byste neměli prošvihnout. Připravuje server Partypeople.cz.
- Punto Latino - Latinskoamerické rytmy a sem tam hosté Daladiera a Marcela.
- Rabbit Hole - "Oryctolagus Rabbitholus hardrockus" uvádí King Rabbit - Vláďa.
- Radar - Jamil a Vely vyhledávají neznámé hudební talenty.
- Radio Goethe - To nejlepší z německé hudební scény. Anglicky mluvený pořad, v České republice exkluzivně jen u nás!
- Reggae session - Lukáše Lomeshe Admirála Kolíbala.
- Rezonance - Širokospektrální devadesátiminutovka nejen o elektronické muzice v podání phonika & slavka. V pořadu uslyšíte to, co jste ještě neslyšeli, ale i to, co možná dobře znáte.
- Runa - Pořad pro moderní alternativní hudbu s komentářem Michala Jandery.
- Rádiovka - Popovou melancholii napříč žánry na vás vypouští Dead Hungarian.
- Sado-Maso Audio Gang - Ska, punk a jiné veselé i vážné styly pro vás připravují pánové z HPK Promotion a www.skaweb.cz.
- Sargasové moře - Poslechové pořady sdružení TAZ-Lemurie
- Skandinávský koutek - To nejlepší ze všech záhybů moderní Skandinávské hudební scény přináší Pavel a Dead Hungarian.
- Spermsound - Noc nabitá kvalitní muzikou.
- Stepforward - Jungle, drum'n'bass s Kamčou a Honzou.
- Tech-house.cz session - Novinky na poli underground house music v hudební i verbální podobě.
- Techno.cz - Vysílání hudebního serveru Techno.cz na Radiu Akropolis.
- Techno.cz in da mix - Průřez všemi tanečními styly se serverem Techno.cz uvádí Myclick a FlyBoy Eda.
- Terabajt - Pořad o počítačích a internetu připravujeme společně s Root.cz.
- The End of Silence - Noční nálož řádně nekompromisní hudby, po které budete spát jako mimina. Servíruje Michal Štůsek.
- Uši navrch hlavy - Pořad pro opravdové hudební fajnšmekry. Připravuje časopis HIS Voice.
- Vibrations - Psytrance program a Hedonix crew...
- Výtvarná úderka - Jaké můžete navštívit v Praze výstavy a co zajímavého se děje ve výtvarném umění, prozradí údernice Katka a Andrea.
- Waving - Pohodové odpoledne plné downtempa a popu s vámi stráví Ms. Lazy a DJ Pethula.
- World Music - World Music v branách techno svítání. Uvádí hudební publicista Jiří Moravčík.
- Zahrada slov (repríza) - Knihomolovo rozhlasové pohlazení.
- Zahrada slov - Knihomolovo rozhlasové pohlazení.
- Zblízka - Rozhovor se zajímavou osobností nebo na zajímavé téma.